# Războiul de Iarnă
Războiul de Iarnă (cunoscut și ca Războiul Sovieto-Finlandez sau Războiul Ruso-Finlandez) a izbucnit în momentul în care Uniunea Sovietică a atacat Finlanda la 30 noiembrie 1939, trei luni după izbucnirea celui de-al Doilea Război Mondial. Drept consecință, Uniunea Sovietică a fost exclusă din Liga Națiunilor la 14 decembrie. Iosif Vissarionovici Stalin, conducătorul statului sovietic, se așteptase să cucerească întreaga țară până la sfârșitul anului, dar rezistența finlandeză a zădărnicit toate planurile sovieticilor, deși aceștia din urmă își depășeau numeric inamicii în proporție de 3 la 1. Finlanda a rezistat până în martie 1940, când țara a fost obligată să semneze un tratat de pace prin care ceda agresorului sovietic aproximativ 10 % din teritoriul național și cca 20 % din capacitățile sale industriale.
Rezultatele războiului au fost confuze. Deși până în cele din urmă forțele sovietice au reușit să străpungă apărarea finlandeză, nici finlandezii, nici sovieticii nu au terminat războiul fără a fi puternic afectați. Pierderile sovietice au fost extrem de mari, iar statutul internațional al țării a avut de suferit. Chiar mai rău, capacitatea de luptă a Armatei Roșii a fost pusă sub semnul întrebării, un fapt care a contribuit din plin la luarea deciziei lui Hitler pentru Operațiunea Barbarossa (atacarea Uniunii Sovietice). Forțele sovietice nu și-au îndeplinit obiectivele inițiale (cucerirea Finlandei), reușind numai să ocupe teritorii în zona lacului Ladoga. Suveranitatea Finlandei a fost salvată și, în plus, țara a câștigat un uriaș capital de simpatie internațională.
Tratatul de pace de la 15 martie a oprit preparativele franco-britanice de trimitere de ajutoare Finlandei prin nordul Scandinaviei (Campania aliată din Norvegia) și a stânjenit, de asemenea, accesul Germaniei naziste la rezervele de minereu de fier suedez. Invaziile germane ale Danemarcei și Norvegiei de la 9 aprilie 1940 (Operațiunea Weserübung) au îndreptat atenția mondială către luptele pentru controlul Norvegiei.
Războiul de Iarnă (talvisota în limba finlandeză) a fost un dezastru militar pentru Uniunea Sovietică. Stalin a tras învățămintele necesare din acest eșec și și-a dat seama că trebuia renunțat la controlul politic asupra Armatei Roșii. După încheierea războiului cu Finlanda, Kremlinul a inițiat un proces de reinstalare a ofițerilor de carieră în funcțiile militare de conducere și a trecut la modernizarea forțelor armate, hotărâri inevitabile care ar fi permis sovieticilor să reziste unui atac german.

## Fundalul istoric

Linia Mannerheim de-a lungul căreia s-au dus cele mai dure lupte din timpul războiului sovieto-finlandez.

De-a lungul istoriei sale, Finlanda a făcut parte multă vreme din Regatul Suedez, după care a fost cucerită de Imperiul Rus în 1808.  Finlanda a fost transformată într-un stat-tampon autonom care ar fi trebuit să protejeze capitala rusă Sankt Petersburg. După revoluția care i-a adus pe bolșevici la putere în Rusia, Marele Ducat al Finlandei și-a proclamat independența pe 6 decembrie 1917.  Între Germania și Finlanda s-au născut legături puternice, când Imperiul German a susținut mișcarea clandestină de independență din timpul Primului Război Mondial. În războiul civil care a urmat, trupele Finnish Jäger antrenate de germani și trupele regulate germane au jucat un rol de primă importanță. Doar înfrângerea Germaniei în Primul Război Mondial a împiedicat proclamarea unei monarhii dependente de Germania, în frunte cu regele Friedrich Karl von Hessen. După război, relațiile germano-finlandeze au rămas apropiate, deși finlandezii nu erau prea mari admiratori ai nazismului.
Relațiile dintre Uniunea Sovietică și Finlanda au fost tensionate – datorită atât politicii de rusificare din timpul Imperiului Rus , cât și datorită urmărilor rebeliunii socialiste finlandeze eșuate, care au contribuit la neîncrederea reciprocă. Stalin s-a temut că Al Treilea Reich va ataca URSS-ul până în cele din urmă din Finlanda, care era o excelentă bază de atac, în condițiile în care granița sovieto-finlandeză era la doar 32 km depărtate de Leningrad. În 1932, Uniunea Sovietică a semnat un pact de neagresiune cu Finlanda. Pactul a fost prelungit pentru încă 10 ani în 1934.
În aprilie 1938, sau chiar mai devreme, Uniunea Sovietică a început negocieri diplomatice cu Finlanda în încercarea de a îmbunătăți apărarea mutuală împotriva Germaniei. Principala preocupare a sovieticilor era aceea că Germania avea să folosească Finlanda pe post de cap de pod pentru a ataca Leningradul și de aceea au cerut guvernului finlandez să accepte cedarea unei zone care să asigure o apărare mai eficientă a orașului-leagăn al revoluției bolșevice. Cea mai mare parte a anului a trecut cu discuții sterile. În același timp, situația politică din Europa s-a înrăutățit.
Germania Nazistă și Uniunea Sovietică au semnat, pe 23 august 1939, Pactul Molotov-Ribbentrop. Pactul de neagresiune sovieto-german conținea și clauze secrete prin care țările Europei Răsăritene erau împărțite între cei doi semnatari. S-a căzut de acord ca Finlanda să devină parte a "sferei de influență sovietice". Invazia Germană a Poloniei de pe 1 septembrie 1939 a fost urmată de atacul sovietic din răsărit. În numai câteva săptămâni, Polonia a dispărut de pe harta politică a Europei și a fost împărțită între Germania și URSS.
În toamna anului 1939, după atacul german din Polonia, Uniunea Sovietică a cerut în mod imperativ Finlandei să fie de acord ce cedarea unei fâșii de teritoriu de 25 km lățime. Guvernului finlandez i s-a mai cerut să concesioneze Peninsula Hanko Uniunii Sovietice, în vederea construirii unei baze navale. În schimb, Uniunea Sovietică se oferea să cedeze o zonă în Karelia, de două ori mai mare, dar mai slab dezvoltată.
Guvernul finlandez a refuzat să accepte cererile sovietice. Pe 26 noiembrie, sovieticii au înscenat un incident în timpul căruia artileria sovietică a bombardat o regiune din zona satului de frontieră Mainila, după care au dat vina pe finlandezi. Sovieticii au pretins că artileria finlandeză a bombardat, în mod deliberat, teritoriul satului de frontieră, ucigând militari și civili. Uniunea Sovietică a pretins ca finlandezii să-și ceară scuze și să-și mute forțele armate 20–25 km depărtare de frontieră. Guvernul Finlandei a tăgăduit orice responsabilitate pentru incident și a refuzat să-retragă armata din zonă. Refuzul acesta a fost folosit de Uniunea Sovietică ca să nu mai respecte tratatul de neagresiune. În ziua de 30 noiembrie 1939, 23 de divizii ale Armatei Roșii, în total 450.000 de mii de oameni, au atacat, atingând, în scurtă vreme, linia Mannerheim.
În zona de frontieră ocupată de sovietici, în orășelul Terijoki – azi Zelenogorsk, a fost creat pe 1 decembrie 1939 un regim marionetă, o așa-numită Republică Democrată Finlandeză, avându-l în frunte pe Otto Ville Kuusinen. Crearea acestei republici s-a făcut atât în scopuri propagandistice și diplomatice (guvernul lui Kuusinen a devenit singurul guvern finlandez recunoscut de URSS), dar și în scopuri militare (rușii sperau ca socialiștii din armata Finlandei să trădeze). Această republică a existat doar până în 12 martie 1940, fiind încorporată în RSS Karelo-Finică.

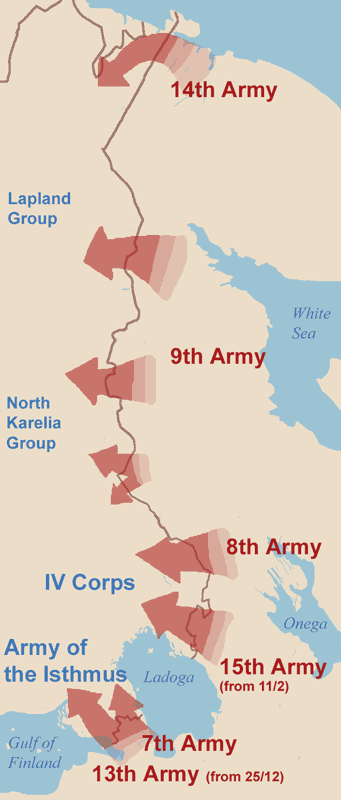
Direcțiile de atac ale Armatei Roșii și cele mai importante unități militare ale beligeranților.

## Războiul
La început, Finlanda avea mobilizați numai 180.000 de oameni, dar acești soldați s-au dovedit niște adversari redutabili, care au folosit în mod înțelept tacticile de guerilă, deplasând rapid schiori înarmați, îmbrăcați în costume albe de camuflaj. În timpul acestui război a fost folosită un anumit tip de bombă incendiară artizanală inventată în timpul războiului civil din Spania, care și-a câștigat supranumele de cocktail Molotov. Condițiile iernii 1939 – 1940 au fost aspre. Temperaturile de -40° nu erau neobișnuite pentru acele zone, dar finlandezii au fost capabili să folosească condițiile meteorologice în favoarea lor. Deseori, finlandezii au ales cu înțelepciune să nu atace trupele regulate sovietice într-un mod convențional, ci să atace bucătăriile de campanie, (care erau cruciale pentru supraviețuire), sau pe militarii sovietici îngrămădiți în jurul focurilor de campanie.
În plus, spre uriașa surpriză a conducerii sovietice, dar în special a celei finlandeze, s-a dovedit că majoritatea socialiștilor finlandezi nu au sprijinit invazia sovietică, luptând în schimb cot la cot alături de conaționalii lor împotriva a ce au considerat a fi inamicul comun.  Mulți comuniști finlandezi se mutaseră în Uniunea Sovietică în deceniul al patrulea al secolului al XX-lea să participe la "construirea socialismului". Cei mai mulți dintre ei sfârșiseră ca victime ale marilor epurări staliniste, ceea ce a dus la o deziluzie totală și chiar la dușmănie fățișă împotriva Moscovei printre socialiștii din Finlanda. Alt factor a fost stadiul înalt de dezvoltare al societății și sistemului judiciar finlandez, care au făcut ca prăpastia dintre diferitele clase sociale să se micșoreze. Această vindecare, cel puțin în parte, a rănilor și fracturilor sociale lăsate de războiul civil finlandez din 1918 este în zilele noastre numită "spiritul Războiului de Iarnă", deși ar mai trebui menționat că multor comuniști finlandezi nu li s-a permis să lupte în rândul trupelor regulate datorită trecutului lor politic.
Alți factori importanți care au influențat războiul au fost aroganța și incompetența sovietice. Atacanții nu se așteptau la o rezistență serioasă și și-au început invazia cu defilări ale fanfarelor militare care anticipau o victorie rapidă. Mărturii istorice amintesc de soldații care mărșăluiau către liniile finlandeze ținându-se de mână, cântând cântece patriotice rusești. Datorită epurărilor staliniste, comandanții experimentați ai Armatei Roșii au fost eliminați în proporții uriașe, fiind înlocuiți în general cu oameni mai puțin competenți, dar mai pe placul superiorilor sau mai "loiali lui Stalin și Partidului", prezența acestor calități fiind apreciate de comisarii – ofițeri politici. Tacticile folosite erau în unele cazuri depășite, caracteristice Primului Război Mondial. Tacticile aplicate erau strict "după litera cărții", aceasta datorită fricii de represalii resimțită de fiecare comandant care ar fi avut inițiative novatoare și care ar fi eșuat în îndeplinirea obiectivelor comandate. Numeroși militari sovietici au fost pierduți doar datorită refuzului comandanților lor de a le permite retragerea.
În plus, armata sovietică era slab pregătită pentru Războiul de Iarnă, în special în zone împădurite, și folosea vehicule care nu funcționau corespunzător la temperaturi scăzute. Aceste vehicule erau ținute în funcțiune 24 de ore pe zi, astfel încât să nu le înghețe combustibilul, dar în acest fel exista veșnica primejdie de a rămâne fără combustibil. Una dintre cele mai amintite pierderi din istoria militară a fost așa numitul "incident Raatteentie", din timpul bătăliei de o lună de la Suomussalmi. Divizia a 44-a sovietică de infanterie (aproximativ 25.000 de soldați) a fost distrusă în totalitate după ce a mărșăluit pe un drum de pădure drept într-o ambuscadă a unei unități finlandeze de 300 de oameni, "Osasto Kontula". Această mică unitate a oprit divizia sovietică din înaintare, în timp ce Divizia a 9-a finlandeză (circa 6.000 de militari) a tăiat retragerea rușilor. Pierderile sovieticilor s-au cifrat la aproximativ 23.000 de oameni, în timp ce finlandezii au pierdut cam 800 de luptători. În plus, finlandezii au capturat 43 de tancuri, 71 de tunuri antiaeriene, 29 de tunuri antitanc, tractoare, 260 de camioane, 1170 de cai, o mare cantitate de arme și muniție de infanterie, instalații de telecomunicații și material medical.

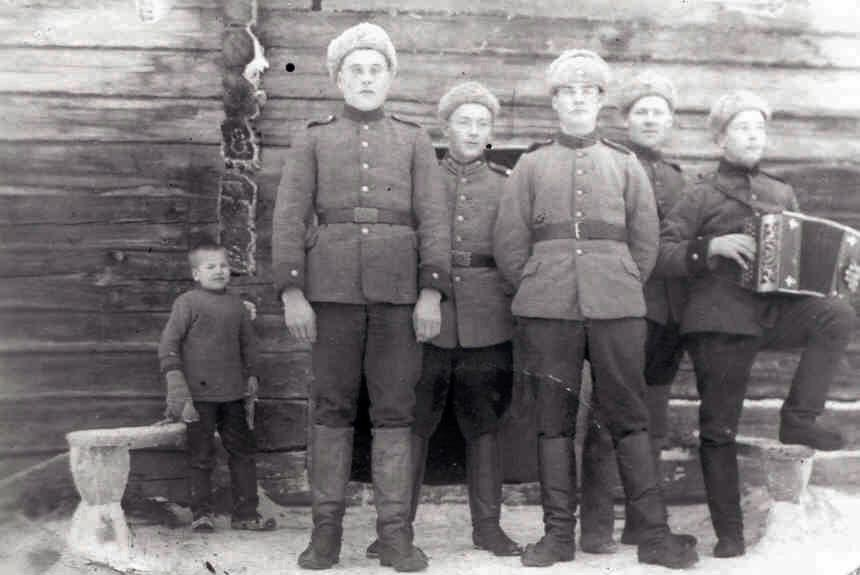
Soldați finlandezi în timpul războiului cu sovieticii.

Ca rezultat combinat al aroganței și incompetenței, sovieticii au pierdut șansa să câștige superioritatea numerică decisivă la începutul războiului. Finlandezii au masat 130.000 de oameni și 500 de tunuri în Istmul Karelia, principalul teatru de război, iar sovieticii au atacat cu numai 200.000 de oameni și 900 de tunuri, iar în preajma frontului au fost masate și 1.000 de tancuri, dar ele au fost folosite necorespunzător și unitățile de tancuri au înregistrat pierderi mari în luptă.
Criza de echipament militar al finlandezilor nu a influențat în mod hotărâtor desfășurarea războiului. La începutul luptelor, doar acei soldați care avuseseră parte de instrucția de bază aveau uniforme și arme. Restul a trebuit să se descurce de unii singuri, folosindu-și propriile haine pe care atașau însemne militare confecționate în grabă în familie. Acest tip de "uniforme" au fost poreclit "modelul Cajander", după numele primului-ministru Aimo Cajander. Finlandezii au depășit handicapul proastei aprovizionări prin folosirea pe scară largă a echipamentului, armelor și munițiilor capturate de la inamici. Din fericire pentru ei, armata nu schimbase calibrul armamentului din dotare după cucerirea independenței, în felul acesta putând fi folosită muniția rusească fără nici un fel de problemă. Trimiterea unor soldați sovietici slab pregățiți și prost conduși împotriva finlandezilor le-a permis acestora din urmă să captureze mari cantități de echipament de război, arme și muniții.
Ar mai trebui amintite alte două chestiuni:
Prima ar fi că, datorită paranoiei etnice a lui Stalin, cea mai mare parte a trupelor sovietice care au luptat în „Războiul de Iarnă” a fost formată din soldați originari din zonele sudice ale Uniunii Sovietice. Stalin considera că trupele sovietice din zonele de frontieră cu Finlanda nu erau de încredere, deoarece erau înrudite cu inamicii din punct de vedere etnic și aveau o istorie comună. Acești soldați din zonele sudice ale URSS-ului erau total neobișnuiți cu iernile arctice și nu aveau deprinderi de luptă și supraviețuire în zonele împădurite. Finlandezii nu au trebuit decât să se îmbrace cu hainele lor obișnuite de iarnă și să se miște într-un mediu familiar, de vreme ce majoritatea erau țărani și locuitori ai pădurilor. Vremea a fost extrem de aspră în timpul războiului, iarna 1939-1940 fiind una dintre cele mai grele trei ierni înregistrate în acea zonă.
A doua ar fi problema inovațiilor în luptele aeriene. Războiul aerian din timpul conflictului fino-sovietic fost primul conflict în care a fost folosită inovația finlandeză a formației de avioane de luptă "patru degete" (patru avioane, împărțite în două subgrupe, din care una zburând deasupra și alta dedesubt, fiecare avion luptând independent de celelalte, dar sprijinindu-și în același timp colegul de subgrupă), care nu numai că s-a dovedit superioară tacticii sovietice a formației de trei avioane zburând în triunghi, dar a fost așa de eficientă, încât fost adoptată de toate forțele aeriene importante implicate în Al Doilea Război Mondial. Această formație "patru degete" și hotărârea piloților finlandezi de a ataca întotdeauna, indiferent de sorții de izbândă, au contribuit la eșecul bombardierelor sovietice în încercarea lor de a provoca pierderi serioase pozițiilor militarilor, rezervelor, orașelor și instalațiilor industriale și civile finlandeze.

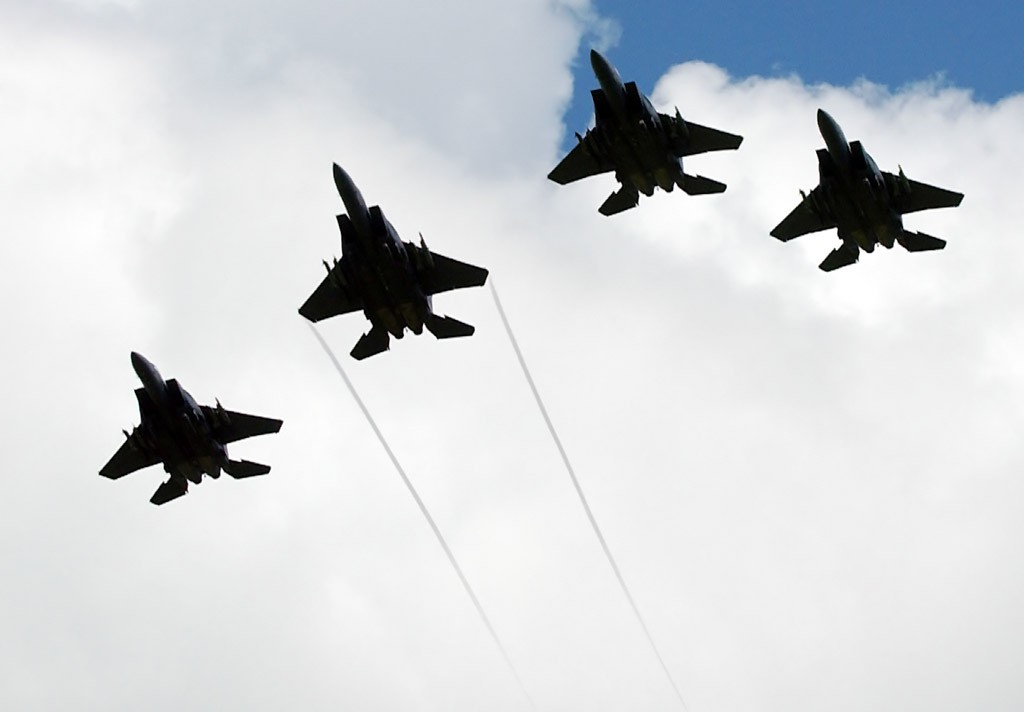
Formațiune „patru degete”

## Sprijinul extern
Opinia publică mondială a sprijinit cauza finlandeză. Al Doilea Război Mondial nu se desfășura în mod violent, fiind în faza cunoscută ca războiul ciudat. În acea perioadă, "Războiul de Iarnă" era singurul conflict adevărat în afara celui din Polonia și de aceea era în atenția opiniei publice mondiale. Agresiunea sovietică a fost considerată, în general, ca nejustificată. Diferite organizații străine au trimis ajutoare materiale, așa cum erau ajutoarele medicale. Emigranții finlandezi din Statele Unite ale Americii și Canada s-au reîntors în țară și mulți voluntari (așa cum a fost viitorul actor Christopher Lee) au venit în Finlanda pentru a se înrola în armata țării. Voluntari au sosit din Danemarca (1.010), Norvegia (895), Norvegia (372), finlandezi expatriați din  Ingria suedeză (346) și 210 voluntari din alte țări. Corespondenții străini din Helsinki au scris și câteodată au exagerat. relatând despre succesele și ingeniozitatea finlandezilor în luptă.
Suedia, care se declarase națiune nebeligerantă în loc de țară neutră (așa cum a fost în anii de luptă dintre Germania Nazistă și Aliați), a contribuit cu furnituri militare, bani, credite, ajutoare umanitare și aproximativ 8.700 de voluntari la lupta finlandezilor împotriva agresorului sovietic. Poate mai important decât restul contribuțiilor suedeze au fost piloții voluntari veniți din această țară, care au intrat în acțiune începând din 7 ianuarie 1940, luptând pe 12 avioane de vânătoare, 5 bombardiere și 8 avioane de alte tipuri, ceea ce reprezenta o treime din Forțele Aeriene Suedeze din acele timpuri. Piloții și mecanicii militari au fost trecuți în civilie și degradați. Renumitul aviator conte Carl Gustav von Rosen, înrudit cu Hermann Göring, a sosit voluntar în mod independent. De partea finlandezilor au mai lucrat și Forța Voluntară de Muncă, formată din aproximativ 900 de muncitori și ingineri.
Corpul Suedez Voluntar, cu un efectiv de 8.402 de oameni în Finlanda, a început lupta prin înlocuirea a cinci batalioane finlandeze la Märkäjärvi, la mijlocul lunii februarie 1940. Împreună cu cele trei batalioane finlandeze rămase pe poziții, corpurile suedeze au făcut față la două divizii sovietice și au fost gata de atac în martie, dar au fost împiedicați să intre în luptă de semnarea păcii. 33 de oameni au căzut în luptă, printre ei aflându-se comandantul primei unități suedeze care i-a înlocuit pe finlandezi, locotenentul-colonel Magnus Dyrssen.
Voluntarii suedezi au rămas o sursă de dezacord între suedezi și finlandezi. Dezbaterile din Finlanda în anii imediat de dinaintea izbucnirii războiului dăduseră finlandezilor de rând speranțe pentru un ajutor mai consistent din partea Suediei, așa cum ar fi fost participarea la război a unor contingente mari ale armatei regulate, care ar fi avut un impact mai puternic asupra desfășurării războiului, sau i-ar fi făcut pe sovietici să nu mai atace.

## Planurile franco-britanice pentru teatrul de război scandinav
Într-o lună, conducerea sovietică a început să ia în considerație încetarea operațiunilor și guvernului finlandez i-au fost făcute propuneri prin intermediul unor emisari de pace (cu mijlocirea suedeză), prima oară pe 29 ianuarie. Până atunci, Finlanda a luptat, practic, pentru existența sa. Când la Paris și Londra au ajuns zvonuri credibile despre aceste tatonări de pace, dorința pentru un ajutor militar s-a schimbat în mod dramatic. Acum Finlanda lupta "doar" pentru a pierde cât mai puțin teritoriu care se învecina cu regiunea Leningradului. Pentru a păstra opinia publică de partea finlandezilor, nici una dintre aceste informații nu au fost publicate – nici în Finlanda,nici în străinătate. Lupta finlandezilor a rămas până la sfârșit o luptă pe viață și pe moarte.

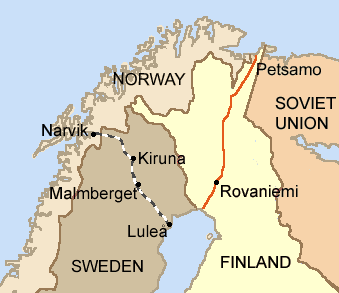
Ajutorul franco-britanic era acordat cu condiția asigurării liberei treceri prin țările neutre Norvegia și Suedia, ceea ce le-ar fi permis să evite drumul spre Petsamo. Motivul ascuns era ocuparea regiunilor în care se aflau minele suedeze de fier de la Kiruna și Malmberget.
(Frontierele din 1920–1940.)

În februarie 1940, Aliații s-au oferit să acorde un ajutor. Planul lor, aprobat pe 5 februarie de Înaltul Comandament Aliat, prevedea debarcarea a 100.000 de militari britanici și 35.000 de militari francezi în portul norvegian Narvik și sprijinirea Finlandei, după traversarea Suediei și asigurarea securității rutelor de aprovizionare de-a lungul acestui drum. S-a căzut de acord să se pună planul în aplicare pe 20 martie, cu condiția ca finlandezii să ceară ajutor. Pe 2 martie, au fost cerute, în mod oficial, drepturi de tranzitare a trupelor și materialelor militare din partea guvernelor Norvegiei și Suediei. Se spera ca prin această să fie aduse în cele din urmă aceste două țări nordice neutre de partea Aliaților, prin întărirea poziției lor în fața Germaniei, deși Hitler declarase încă din decembrie că prezență trupelor străine pe pământ suedez aveau să provoace invazia imediată a trupelor germane. Aceasta ar fi însemnat, practic, că naziștii ar fi ocupat partea sudică puternic populată a Suediei, în timp ce Franța și Anglia s-ar fi luptat pentru îndepărtatele ținuturi nordice.
Totuși, doar o mică parte a trupelor urmau să fie destinate ajutorării Finlandei. Propunerile de a intra în Finlanda prin portul liber de ghețuri tot timpul anului Petsamo au fost respinse. Existau suspiciuni că obiectivele principale ale operațiunii ar fi fost ocuparea portului norvegian Narvik și vasta regiunea muntoasă a minelor de fier din nordul Suediei. Din aceste mine Al treilea Reich primea o mare parte a minereului de fier de o importanță vitală pentru producția sa de război. Dacă trupele britanice ar fi încercat să oprească exportul suedez de mineru de fier către Germania, regiunea ar fi putut să devină teatru de război pentru armatele Aliaților și ale Germaniei Naziste. Drept consecință, Norvegia și Suedia au refuzat să acorde dreptul de tranzit. Doar după război a ieșit la iveală că ordinele date comandanților expediției aliate impuneau evitarea angajării în conflicte armate cu trupele sovietice.
Planul inițial franco-britanic spera să ocupe toată regiunea aflată la nordul aliniamentelor Stockholm–Göteborg sau Stockholm–Oslo. Aceasta era ceea ce numeau britanicii linia lacurilor, care urmărea malurile lacurilor Mälaren, Hjälmaren și Vänern, o zonă cu o bună apărare naturală, aflată la 1.700–1.900 km sud de Narvik. Frontiera astfel formată (linia lacurilor), nu avea de partea aliată numai cele mai mari două orașe suedeze, dar ar fi făcut ca zonele cele mai dens populate să fie ori în zona ocupată de naziști, ori ar fi fost transformată în zonă de război. Mai târziu, planurile au fost mai puțin ambițioase, limitându-se la jumătatea nordică a Suediei și la zona apropiată de coastă a Norvegiei.
Guvernul suedez, avându-l ca prim-ministru pe Per Albin Hansson, a respins cererea franco-britanică de trecere a trupelor pe teritoriul țării. Deși Suedia nu s-a declarat neutră în "Războiul de Iarnă", era țară neutră în războiul care implica Franța, Marea Britanie și Germania Nazistă. Dându-le drept de tranzit trupelor franco-britanice, guvernul suedez a considerat că ar fi încălcat legile internaționale ale neutralității.
Cabinetul suedez a decis să respingă cererile finlandeze pentru desfășurarea de trupe regulate suedeze pe teritoriul Finlandei și, de asemenea, a făcut cunoscut faptul că sprijinul în arme și muniții nu mai putea fi acordat multă vreme. Din punct de vedere diplomatic, Finlanda era prinsă între speranțele aliate pentru un război de durată și între temerile scandinavilor de răspândire a războiului și în țările învecinate, sau de formarea unui val de refugiați finlandezi, dacă țara ar fi fost înfrântă în război. De asemenea, Wilhelmstrasse dădea sfaturi precise pentru acceptarea păcii în condițiile unor pierderi teritoriale — germanii afirmau că orice concesiune teritorială "poate fi oricând corijată mai târziu."
În timp ce germanii și suedezii făceau presiuni asupra finlandezilor să accepte pacea în orice condiții, francezii și britanicii aveau obiective diametral opuse. Din când în când, finlandezilor le erau propuse diferite planuri de ajutor. Pentru început, franco-britanicii promiseseră că vor trimite 20.000 de oameni care să ajungă în țară până la sfârșitul lunii februarie, cu toate că exista condiția implicită ca în drumul lor spre Finlanda să ocupe nordul Scandinaviei.
Pe la sfârșitul lunii februarie, comandantul suprem finlandez, mareșalul Mannerheim, era pesimist în legătură cu situația militară. De aceea, pe 29 februarie, guvernul a decis să înceapă negocierile pentru încheierea păcii. În aceeași zi, sovieticii au declanșat un atac împotriva orașului Viipuri.
Când Franța și Marea Britanie și-au dat seama că finlandezii iau în serios opțiunea tratativelor de pace, și-au reînnoit oferta de ajutor: 50.000 de oameni aveau să fie trimiși dacă Finlanda cerea ajutorul până la 12 martie. Doar 6.000 aveau să fie destinați expres pentru Finlanda. Restul trebuiau să asigure siguranța porturilor, drumurilor și zăcămintelor de fier de pe calea de acces.
În ciuda efectivelor reduse care ar fi ajuns în Finlanda, informații despre aceste planuri au ajuns în Uniunea Sovietică și au contribuit în mod decisiv la hotărârea rușilor de a semna un armistițiu care să pună capăt războiului. S-a spus că fără amenințarea intervenției aliate, nimic nu ar fi oprit până în cele din urmă Uniunea Sovietică să cucerească întreaga Finlandă, prin trimiterea de noi trupe în zonă din rezervele care păreau nesfârșite.

## Armistițiul

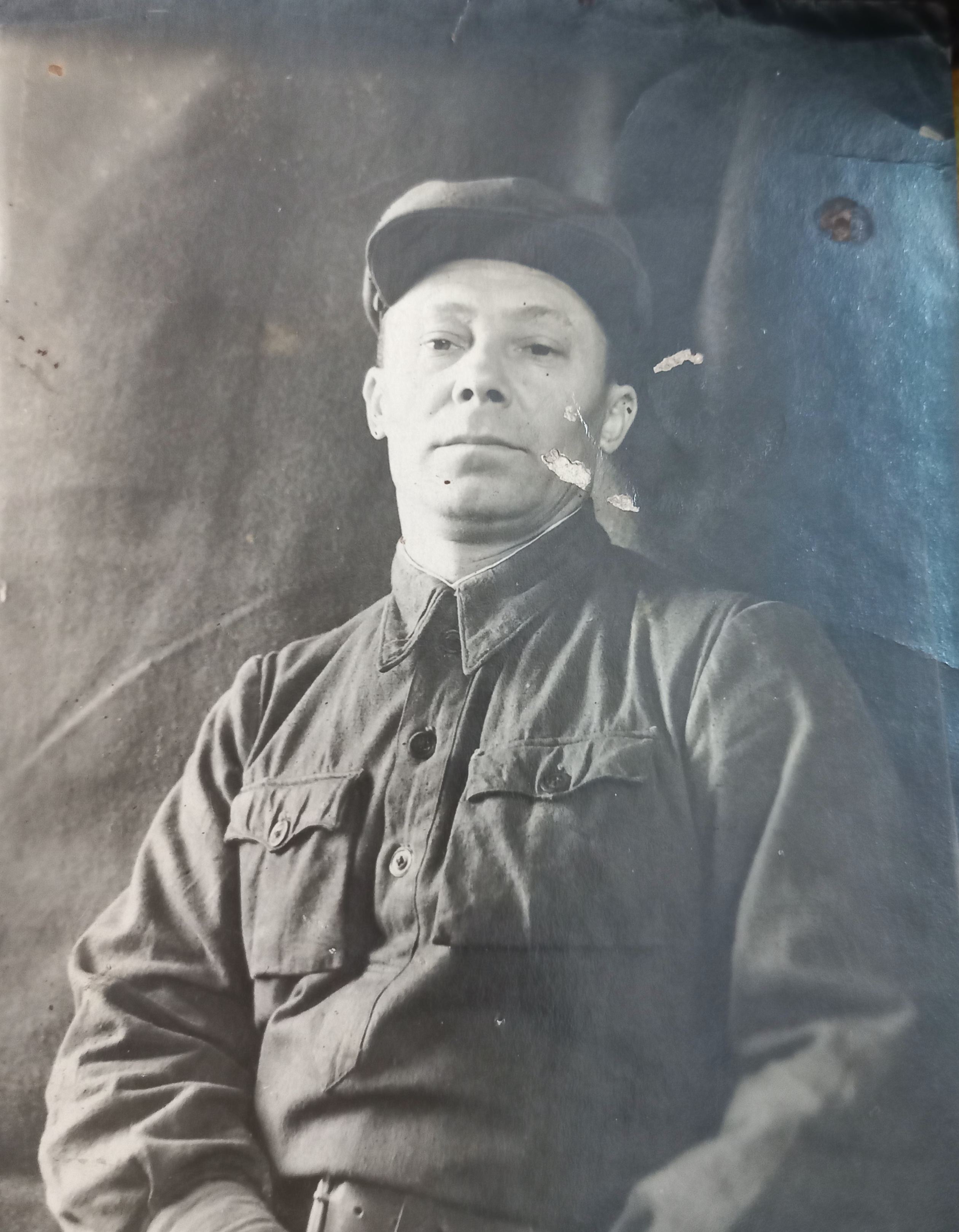
Panas Kravtsov, un soldat al Armatei Roșii, unul dintre participanții la război care a fost reprimat în URSS

Până la sfârșitul iernii a devenit clar că trupele sovietice erau epuizate. Germanii îi sfătuiau pe finlandezi, în acest timp, să negocieze cu sovieticii. Pierderile rușilor erau foarte mari, iar situația era stânjenitoare pe plan internațional. Odată cu venirea primăverii, trupele sovietice riscau să se împotmolească în mlaștinile împădurite. Termenii unui proiect de înțelegere au fost prezentați finlandezilor pe 12 februarie. Nu doar germanii, dar și suedezii erau nerăbdători să vadă războiul încheindu-se, datorită temerilor de prăbușire a frontului finlandez. Cum guvernul finlandez ezita să accepte grelele condiții  sovietice, regele Suediei Gustaf al V-lea a făcut o declarație publică, prin care refuza cererea finlandeză pentru ajutor al trupelor regulate suedeze.
Până la sfârșitul lui februarie, finlandezii își epuizaseră stocurile de muniție. În același timp, Uniunea Sovietică a reușit să străpungă aliniamentul până atunci impenetrabil al liniei Mannerheim. Pe 29 februarie, guvernul finlandez a fost de acord să înceapă negocierile. Până pe 5 martie, Armata Roșie depășise cu 10–15 kilometri linia Mannerheim și intrase în suburbiile orașului Viipuri. Guvernul finlandez a propus un armistițiu în aceeași zi, dar guvernul sovietic a preferat să mențină presiunea și a declinat propunerea chiar a doua zi. Luptele au continuat până în ziua când a fost semnat tratatul de pace.
Spionajul sovietic și-a informat conducerea despre planurile Aliaților de a interveni în conflict, dar nu și despre detaliile lipsei de pregătire pentru o astfel de acțiune. De aceea, sovieticii s-au simțit presați să caute o încheiere rapidă a războiului înainte ca Aliații să intervină și să declare război împotriva URSS.
În timpul celor patru luni de război, sovieticii au suferit pierderi uriașe. Unul dintre generalii sovietici a remarcat, cu amărăciune, că Armata Roșie "a cucerit suficient teritoriu pentru a ne îngropa morții". Pierderile estimate variază mult — de la 48.000 de morți sau dispăruți în acțiune, așa cum au afirmat autoritățile sovietice imediat după încheierea războiului, până la 270.000, conform afirmațiilor lui Nikita Hrușciov. Veteranii finlandezi ai "Războiului de Iarnă" se laudă cu mândrie că, pentru fiecare finlandez căzut în luptă, sovieticii au pierdut zece soldați. În plus, sovieticii au pierdut foarte mult echipament militar, printre care și 2.000 de tancuri distruse sau capturate. Pierderile finlandezilor au fost de 22.830 de soldați morți.

## Pacea de la Moscova

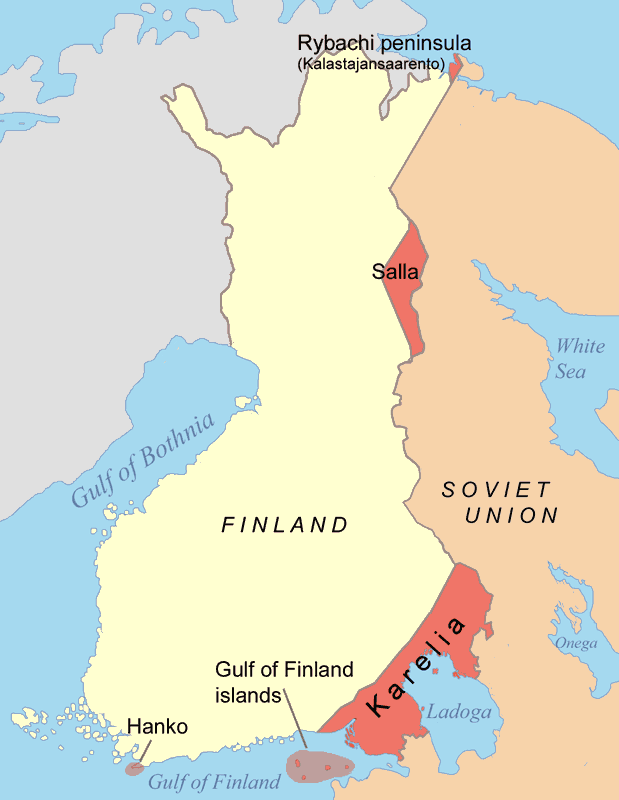
Războiul de Iarnă; Concesiunile teritoriale finlandeze.

La semnarea tratatului de pace de la Moscova, din 12 martie 1940, Finlanda a fost obligată să cedeze o parte din Karelia și al doilea oraș ca mărime al țării, Viipuri, o bună parte a teritoriului cel mai bine industrializat al țării, ca și zone pe care încă le mai controla armata finlandeză, în total aproximativ 10% din teritoriul Finlandei antebelice. Aproximativ 422.000 de karelieni, 12% din populația Finlandei, și-au pierdut căminele. Armata și civilii din zonă au fost evacuați în grabă, în conformitate cu termenii acordului, și doar câțiva civili au ales să devină cetățeni sovietici.
Finlanda a fost nevoită, de asemenea, să cedeze o parte a raionului Salla, Peninsula Kalastajansaarento din Marea Barenț și patru insule din Golful Finic. Peninsula Hanko a fost concesionată pentru 30 de ani Uniunii Sovietice pentru construirea unei baze militare. Rușii au returnat orașul Petsamo cucerit în timpul războiului.
Privit în ansamblu, condițiile tratatului de pace au fost dure pentru finlandezi. Rușii căpătaseră orașul Vîborg în plus fața de cererile lor de dinaintea războiului. Simpatia arătată de Liga Națiunilor, Aliații occidentali și Suedia, în mod special, s-au dovedit un câștig de durată pentru finlandezi.
Mai târziu, ostilitățile au fost reluate în timpul unui nou război.

### Cererile postbelice pentru retrocedarea teritorială
După război, conducerea locală kareliană, parohiile și organizațiile provinciale au înființat Karjalan Liitto pentru a apăra drepturile și interesele evacuaților din Karelia și pentru a găsi o soluție pentru reîntoarcerea lor pe pământurile strămoșești. În timpul Războiului Rece, președintele Urho Kekkonen a încercat în mai multe rânduri să obțină retrocedarea teritoriilor prin negocieri cu sovieticii, dar fără sorți de izbândă. După prăbușirea Uniunii Sovietice, disputele teritoriale s-au reînnoit. Anumite grupuri restrânse din Finlanda au început să pretindă retrocedarea pașnică a teritoriilor cedate. Cel mai activ grup este ProKarelia. În ultimele alegeri ei au pretins că se bucură de sprijinul a 26% – 38% dintre finlandezi. Deși retrocedarea pașnică a Kareliei a fost tot timpul pe agenda sa politică, Karjalan Liitto s-a ținut tot timpul departe de astfel de dezbateri publice.

## Cele mai importante bătălii
- Bătălia de la Suomussalmi, (8 decembrie 1939 - 7 ianuarie 1940)
- Bătălia de la Tolvajärvi, (12 decembrie 1939)
- Bătălia de la Honkaniemi, (26 februarie 1940)
- Bătălia de la Kollaa, (7 decembrie 1939 - 13 martie 1940)